# Геометрический абстракционизм

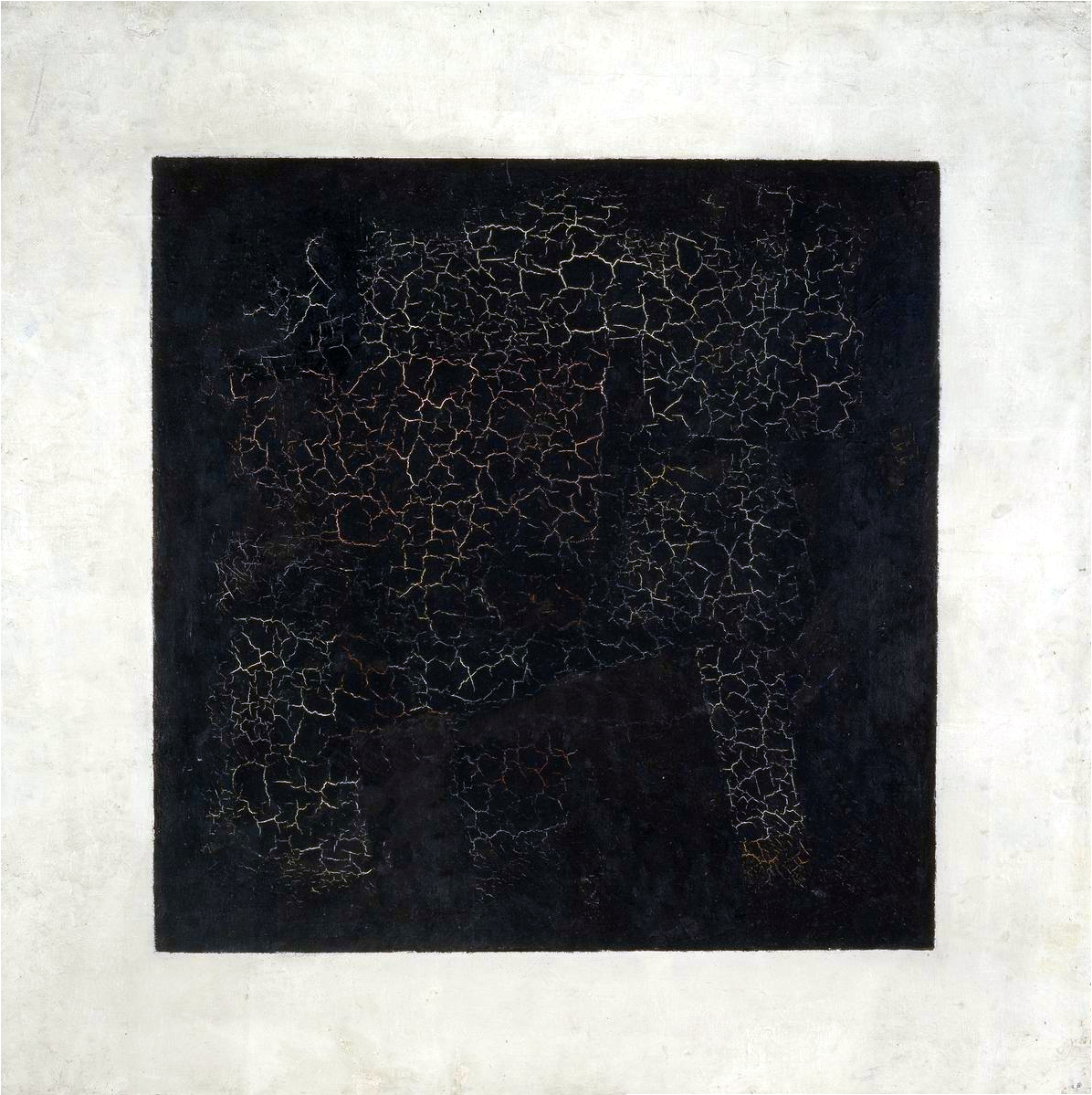
Казимир Малевич. Чёрный супрематический квадрат. 1915

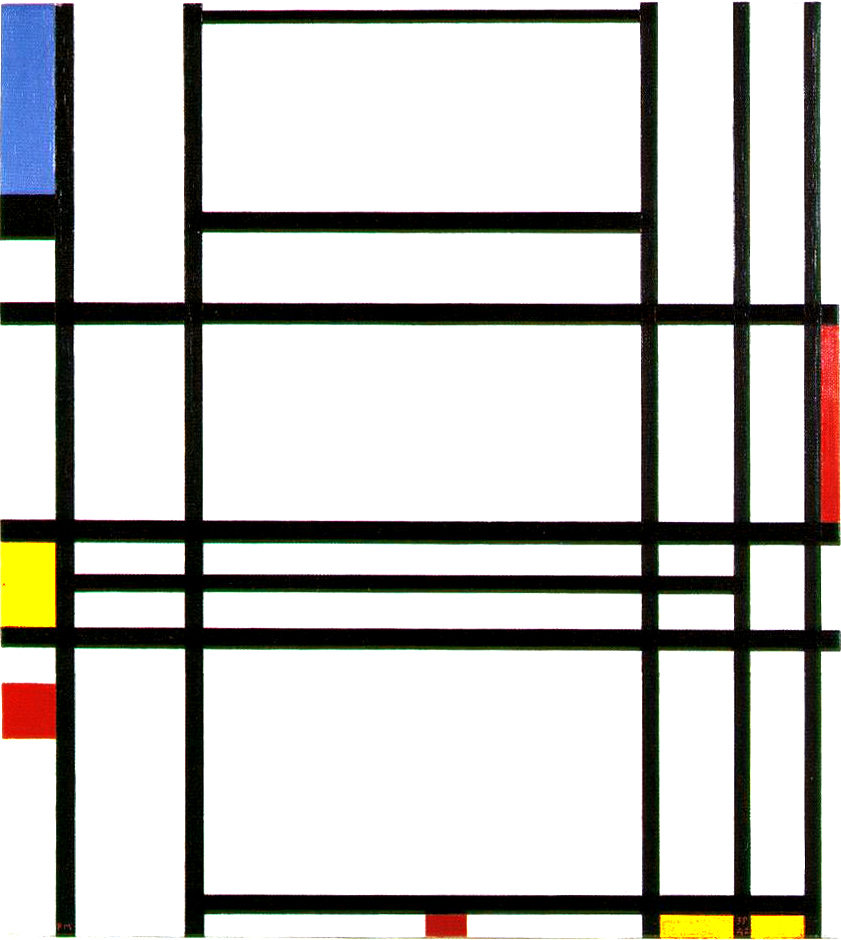
Пит Мондриан. Composition No. 10, 1939–42, масло, холст

Геометри́ческий абстракциони́зм (другие названия — логический или интеллектуальный абстракционизм) — направление абстрактного искусства, основанное на использовании геометрических форм, иногда расположенных вне иллюзорного пространства и объединенных в беспредметные, абстрактные композиции. Как и абстракционизм, искусство частично восходит к работам В. Кандинского. В основе абстрактных композиций лежит создание художественного пространства с помощью соединения геометрических форм, цветных плоскостей, прямых и ломаных линий. Геометрическую абстракцию породили искания Поля Сезанна и кубистов. Именно они в поисках «новой реальности» первыми пошли в направлении деформации натуры.
Геометрическая абстракция оказала существенное влияние на становление и развитие современной архитектуры, дизайна, промышленного и декоративно-прикладного искусства. Данное направление оставалось доминирующим вплоть до завершения Второй мировой войны. Второе рождение геометрическая абстракция получила с появлением на художественной арене минимализма и оп-арта — в 60-е годы XX столетия.

## Художники

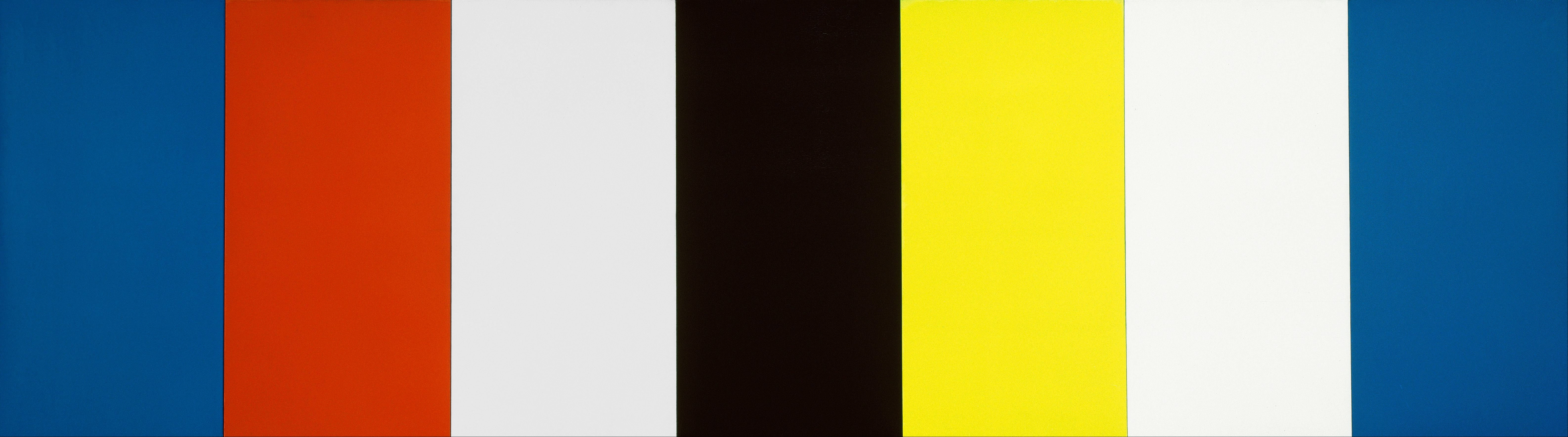
Элсуорт Келли (1923—2015, США). Красный Жёлтый Синий Белый и Чёрный. 1953, холст, масло. 7 соединённых панелей, 99.1 × 350.2 см. Музей Института искусств, Чикаго

- Казимир Малевич
- Михаил Ларионов
- Ольга Розанова
- Любовь Попова
- Робер Делоне
- Пит Мондриан
- Тео Ван Дусбург
- Йозеф Альберс
- Фрэнк Стелла
- Джулс Олицки
- Виктор Вазарели
- Бриджит Райли
- Элсуорт Келли